# Joseph Ligambi
Joseph Anthony „Uncle Joe“ Ligambi (* 9. August 1939) ist ein italienisch-amerikanischer Mobster der amerikanischen Cosa Nostra und galt während der Inhaftierung von „Skinny Joey“ Merlino etwa ein Jahrzehnt als amtierender Boss der Bruno-Familie, auch bekannt als Philly Mob oder Philadelphia-South Jersey Mafia. Er ist der Onkel von George „Georgie Boy“ Borgesi, welcher zu Ligambis Zeit als amtierender Boss, als dessen Consigliere gedient hatte.

## Biografie

### Frühe Jahre
Joseph Anthony Ligambi wurde am 9. August 1939 in Süd-Philadelphia (Pennsylvania) geboren und hatte drei Geschwister. Er besuchte die South Philadelphia High School und brach diese vor der 11. Klasse ab, um sich der United States Air Force anzuschließen, wo er schließlich sein Abitur machte. Ligambi heiratete im Alter von 26 und bekam mit seiner Frau zwei Töchter. Später heiratete er erneut und bekamt mit seiner neuen Frau Olivia drei Söhne.

### Kriminelle Karriere
Im Gegensatz zu vielen anderen Gangstern, die mit ihrer Verbrecherkarriere als Teenager oder junge Erwachsene begannen, hatte Ligambi bis zum Alter von 32 Jahren nicht eine Vorstrafe, bis er wegen Zigarettenschmuggel verhaftet wurde.
Ab den 1970er Jahren verkehrte er mit den Brüdern Lawrence „Yogi“ und Salvatore „Chuckie“ Merlino und arbeitete als Barkeeper in einem Mobster-Stammlokal. Schließlich wurde er Chuckie Merlinos Protegé und begann dabei zu helfen, mit illegalen Buchmacher-Operationen Geld zu verdienen.
Im Jahr 1985 befahl Familien-Oberhaupt Nicodemo „Little Nicky“ Scarfo den Mord an dem Mafia-Assoziierten Frank D'Alfonso. Als die Mobster Thomas DelGiorno und Eugene „Gino“ Milano Regierungszeugen wurden, bezeugten sie vor Gericht, dass Ligambi und Philip Narducci am 23. Juli den Mord ausgeführt haben sollen. Ein Jahr später wurde Ligambi im Alter von 47 Jahren offiziell als „gemachter Mann“ in der Amerikanischen Cosa Nostra aufgenommen.
1987 wurden Ligambi, Scarfo und weitere Mobster für den D'Alfonso-Mord verhaftet und am 5. April 1989 des Mordes für schuldig befunden. Bei einer Wiederaufnahme des Verfahrens im Jahr 1997 wurden Ligambi und seine Mitangeklagten vom Mord freigesprochen. Auch wegen illegalen Glücksspiels war Ligambi verurteilt worden, was er aber mit seiner Haftzeit wegen Mordes verbüßte.
Ligambi kehrte nach seiner Zeit in Haft in eine Mafia-Familie zurück, die gänzlich anders war als die, die er zuletzt 10 Jahre zuvor gesehen hatte. Die meisten Mobster, mit denen er zusammengearbeitet hatte, waren tot oder im Gefängnis und das FBI konnte die Familie mit diversen Anklagen stark schwächen, nachdem Joseph „Skinny Joey“ Merlino – der Sohn von Chuckie Merlino – während Ligambis Inhaftierung gegen Giovanni „John“ Stanfa – dem Nachfolger von Scarfo – einen Krieg um die Kontrolle über die Unterwelt von Philly führte und so das neue Oberhaupt der Familie wurde.
Joey Merlino wurde im Juni 1999 unter anderen mit dem Underboss namens Steven Mazzone und dem Consigliere, bzw. dem Neffen Ligambis namens George Borgesi verhaftet und angeklagt. Während seiner drohenden Gefängnisstrafe ernannte Joey Ligambi zum amtierenden Boss. Im Dezember des Jahres 2001 wurde Joey schließlich zu vierzehn Jahren Haft im Bundesgefängnis verurteilt. Seit der Übernahme durch Ligambi blieb die Familie verstärkt im Schatten, wurde selten in den Medien erwähnt und es gab innerhalb der Familie so gut wie keine Rivalitäten mehr. Dennoch gibt es drei ungelöste Mordfälle, von denen die Strafverfolgung glaubt, dass sie von Ligambi während seiner Amtszeit in Auftrag gegeben oder von ihm genehmigt wurden.
Am 23. Mai 2011 wurde Ligambi vom FBI verhaftet und unter anderem wegen Erpressung, Kreditwucher und illegalen Glücksspiels angeklagt. Joey ernannte schließlich seinen ehemaligen Underboss, Steven Mazzone, zum neuen amtierenden Boss. Am 6. Februar 2013 wurde Ligambi in fünf Punkten für schuldig befunden; später im selben Jahr ging er in Berufung und am 28. Januar 2014 wurde er aus der Haft entlassen.
Heute geht man davon aus, dass Joseph Ligambi sich im Halbruhestand befindet, wobei einige Quellen besagen, dass er seit seiner Entlassung als neuer Consigliere der Familie dient.